# 39. Primetime Emmy-gála
A 39. Primetime Emmy-gála során az 1986 és 1987 között főműsoridőben bemutatott, amerikai televíziós programokat értékelték. A jelölteket az Academy of Television Arts & Sciences választotta ki. A Los Angeles-i Pasadena Civic Auditoriumben tartott ceremóniát a Fox tűzte műsorra 1987. szeptember 20-án. A műsor házigazdája Bruce Willis volt. A gála során az NBC rekordot állító 82 jelölést gyűjtött össze a műsoraival, ráadásul a legjobb vígjátéksorozat kategóriában mind az öt jelölt a csatornától került ki. Ez a második eset hogy ilyen előfordult (először 1977-ben, de akkor csak négy jelölt volt), és azóta se történt ilyen a díj történelme során.

## Győztesek és jelöltek
A nyertesek félkövérrel jelölve.

### Műsorok
| Legjobb vígjátéksorozat | Legjobb drámasorozat |
| --- | --- |
| - Öreglányok (NBC) - Cheers (NBC) - Cosby (NBC) - Családi kötelékek (NBC) - Night Court (NBC)                                                                        | - L.A. Law (NBC) - Cagney és Lacey (CBS) - A simlis és a szende (ABC) - Gyilkos sorok (CBS) - Egy kórház magánélete (NBC)                               |
| Legjobb tévéfilm | Legjobb minisorozat |
| - Az ígéret (CBS) - Szökés Sobiborból (CBS) - LBJ: A korai évek (NBC) - Szemenszedett hazugságok (CBS) - Unnatural Causes (NBC)                                      | - A Year in the Life (NBC) - Anasztázia (NBC) - Nutcracker: Money, Madness and Murder (NBC) - Találd meg önmagad! (ABC) - The Two Mrs. Grenvilles (NBC) |
| Legjobb varietésorozat vagy különkiadás | |
| - 41. Tony-gála (CBS) - Late Night with David Letterman (NBC) - Liberty Weekend (ABC) - The Tonight Show Starring Johnny Carson (NBC) - The Tracey Ullman Show (Fox) | |

### Színészek

#### Főszereplők
| Legjobb férfi főszereplő (vígjátéksorozat) | Legjobb női főszereplő (vígjátéksorozat) |
| --- | --- |
| - Michael J. Fox (Alex P. Keaton) - Családi kötelékek (NBC) (Epizód: "A, My Name is Alex") - Harry Anderson (Harry T. Stone) - Night Court (NBC) - Ted Danson (Sam Malone) - Cheers (NBC) (Epizód: "Gyűrűző problémák") - Bob Newhart (Dick Loudon) - Newhart (CBS) (Epizód: "Co-Hostess Twinkie") - Bronson Pinchot (Balki Bartokomous) - Perfect Strangers (ABC) | - Rue McClanahan (Blanche Devereaux) - Öreglányok (NBC) (Epizód: "Az átok vége") - Bea Arthur (Dorothy Zbornak) - Öreglányok (NBC) (Epizód: "Hosszú vendégség") - Blair Brown (Molly Dodd) - The Days and Nights of Molly Dodd (NBC) - Jane Curtin (Allison Lowell) - Kate & Allie (CBS) - Betty White (Rose Nylund) - Öreglányok (NBC) (Epizód: "A vendég") |
| Legjobb férfi főszereplő (drámasorozat) | Legjobb női főszereplő (drámasorozat) |
| - Bruce Willis (David Addison Jr.) - A simlis és a szende (ABC) (Epizód: "Titkos múlt") - Corbin Bernsen (Arnie Becker) - L.A. Law (NBC) - William Daniels (Dr. Mark Craig) - Egy kórház magánélete (NBC) - Ed Flanders (Dr. Donald Westphall) - Egy kórház magánélete (NBC) - Edward Woodward (Robert McCall) - The Equalizer (CBS)                               | - Sharon Gless (Christine Cagney) - Cagney és Lacey (CBS) (Epizód: "Turn, Turn, Turn") - Tyne Daly (Mary Beth Lacey) - Cagney és Lacey (CBS) - Susan Dey (Grace Van Owen) - L.A. Law (NBC) - Jill Eikenberry (Ann Kelsey) - L.A. Law (NBC) - Angela Lansbury (Jessica Fletcher) - Gyilkos sorok (CBS)                                                        |
| Legjobb férfi főszereplő (minisorozat vagy különkiadás) | Legjobb női főszereplő (minisorozat vagy különkiadás) |
| - James Woods (D.J.) - Az ígéret (CBS) - Alan Arkin (Leon Feldhendler) - Szökés Sobiborból (CBS) - James Garner (Bob Beuhler) - Az ígéret (CBS) - Louis Gossett Jr. (Mathu) - Vének szövetsége (CBS) - Randy Quaid (Lyndon B. Johnson) - LBJ: A korai évek (NBC)                                                                                                   | - Gena Rowlands (Betty Ford) - The Betty Ford Story (ABC) - Ann-Margret (Ann Arden Grenville) - The Two Mrs. Grenvilles (NBC) - Ellen Burstyn (Barbara Jackson) - Szemenszedett hazugságok (CBS) - Lee Remick (Frances Schreuder) - Nutcracker: Money, Madness and Murder (NBC) - Alfre Woodard (Maude DeVictor) - Unnatural Causes (NBC)                    |

#### Mellékszereplők
| Legjobb férfi mellékszereplő (vígjátéksorozat) | Legjobb női mellékszereplő (vígjátéksorozat) |
| --- | --- |
| - John Larroquette (Dan Fielding) - Night Court (NBC) (Epizód: "Dan's Operation") - Woody Harrelson (Woody Boyd) - Cheers (NBC) - Tom Poston (Clayton George Utley) - Newhart (CBS) - Peter Scolari (Michael Harris) - Newhart (CBS) - George Wendt (Norm Peterson) - Cheers (NBC)                                                | - Jackée Harry (Sandra Clark) - 227 (NBC) (Epizód: "The Washington Affair") - Justine Bateman (Mallory Keaton) - Családi kötelékek (NBC) - Julia Duffy (Stephanie Vanderkellen) - Newhart (CBS) - Estelle Getty (Sophia Petrillo) - Öreglányok (NBC) - Rhea Perlman (Carla Tortelli) - Cheers (NBC)                                             |
| Legjobb férfi mellékszereplő (drámasorozat) | Legjobb női mellékszereplő (drámasorozat) |
| - John Hillerman (Higgins) - Magnum (CBS) (Epizód: "Túlélőtábor") - Ed Begley Jr. (Dr. Victor Ehrlich) - Egy kórház magánélete (NBC) - John Karlen (Harvey Lacey) - Cagney és Lacey (CBS) - Jimmy Smits (Victor Sifuentes) - L.A. Law (NBC) - Michael Tucker (Stuart Markowitz) - L.A. Law (NBC)                                  | - Bonnie Bartlett (Ellen Craig) - Egy kórház magánélete (NBC) (Epizód: “Last Dance at the Wrecker's Ball") - Allyce Beasley (Agnes DiPesto) - A simlis és a szende (ABC) - Christina Pickles (Helen Rosenthal) - Egy kórház magánélete (NBC) - Susan Ruttan (Roxanne Melman) - L.A. Law (NBC) - Betty Thomas (Lucille Bates) - Zsarublues (NBC) |
| Legjobb férfi mellékszereplő (minisorozat vagy különkiadás) | Legjobb női mellékszereplő (minisorozat vagy különkiadás) |
| - Dabney Coleman (Martin Costigan) - Sworn to Silence (ABC) - Stephen Collins (Billy Grenville Jr.) - The Two Mrs. Grenvilles (NBC) - John Glover (Richard Behrens) - Nutcracker: Money, Madness and Murder (NBC) - Laurence Olivier (Harry Burrard) - Lost Empires (PBS) - Eli Wallach (Norman Voss) - Something in Common (CBS) | - Piper Laurie (Annie Gilbert) - Az ígéret (CBS) - Claudette Colbert (Alice Grenville) - The Two Mrs. Grenvilles (NBC) - Olivia de Havilland (Marija Fjodorovna) - Anasztázia (NBC) - Christine Lahti (Alethea Milford) - Amerika (ABC) - Elizabeth Wilson (Berenice Bradshaw) - Nutcracker: Money, Madness and Murder (NBC)                    |

#### Vendégszereplők
| Legjobb vendégszínész (vígjátéksorozat) | Legjobb vendégszínész (drámasorozat) |
| --- | --- |
| - John Cleese (Dr. Simon Finch-Royce) - Cheers (NBC) (Epizód: "Simon Says") - Art Carney (James "Weasel" Cavanaugh) - The Cavanaughs (CBS) (Epizód: "He Ain't Heavy") - Herb Edelman (Stan Zbornak) - Öreglányok (NBC) (Epizód: "Hosszú vendégség") - Lois Nettleton (Jean) - Öreglányok (NBC) (Epizód: "A vendég") - Nancy Walker (Angela) - Öreglányok (NBC) (Epizód: "A jó bajjal jár") | - Alfre Woodard (Adrian Moore) - L.A. Law (NBC) (Epizód: "Pilot") - Steve Allen (Lech Osoranski) - Egy kórház magánélete (NBC) (Epizód: "Visiting Daze") - Jeanne Cooper (Gladys Becker) - L.A. Law (NBC) (Epizód: "Fry Me to the Moon") - Edward Herrmann (Joseph McCabe) - Egy kórház magánélete (NBC) (Epizód: "Where There's Hope, There's Crosby") - Jayne Meadows (Holga Oseransky) - Egy kórház magánélete (NBC) (Epizód: "Visiting Daze") |

#### Egyedülálló alakítások
| Legjobb egyedülálló alakítás varieté vagy zenés műsorban |
| --- |
| - Robin Williams – Carol, Carl, Whoopi and Robin (ABC) - Billy Crystal – 29. Grammy-gála (CBS) - Julie Kavner – The Tracey Ullman Show (Fox) - Angela Lansbury – 41. Tony-gála (CBS) - Jon Lovitz – Saturday Night Live (NBC) |

### Rendezők
| Legjobb rendező (vígjátéksorozat) | Legjobb rendező (drámasorozat) |
| --- | --- |
| - Öreglányok (NBC) (Epizód: "A vendég") – Terry Hughes - Cheers (NBC) (Epizód: "Chambers kontra Malone") – James Burrows - Cosby (NBC) (Epizód: "I Know That You Know") – Jay Sandrich - Designing Women (CBS) (Epizód: "The Beauty Contest") – Jack Shea - Családi kötelékek (NBC) (Epizód: "A, My Name is Alex") – Will Mackenzie  | - L.A. Law (NBC) (Epizód: "Pilot") – Gregory Hoblit - Cagney és Lacey (CBS) (Epizód: "Turn, Turn, Turn - Part II") – Sharron Miller - L.A. Law (NBC) (Epizód: "The Venus Butterfly") – Donald Petrie - A simlis és a szende (ABC) (Epizód: "A makrancos") – Will Mackenzie - A simlis és a szende (ABC) (Epizód: "Maddie nehéz döntés előtt") – Allan Arkush |
| Legjobb rendező (varietésorozat vagy különkiadás) | Legjobb rendező (minisorozat vagy különkiadás) |
| - The Kennedy Center Honors: A Celebration of the Performing Arts (CBS) – Don Mischer - 41. Tony-gála (ABC) – Walter C. Miller - Late Night with David Letterman Fifth Anniversary Special (NBC) – Hal Gurnee - Liberty Weekend (ABC) – Dwight Hemion - The Tracey Ullman Show (Fox) (Epizód: "Golf") – Ted Bessell, Stuart Margolin | - Az ígéret (CBS) – Glenn Jordan - Szökés Sobiborból (CBS) – Jack Gold - LBJ: A korai évek (NBC) – Peter Werner - Nutcracker: Money, Madness and Murder (NBC) (Epizód: "Part I") – Paul Bogart - Unnatural Causes (NBC) – Lamont Johnson |

### Forgatókönyvírók
| Legjobb forgatókönyv (vígjátéksorozat) | Legjobb forgatókönyv (drámasorozat) |
| --- | --- |
| - Családi kötelékek (NBC) (Epizód: "A, My Name is Alex") – Gary David Goldberg, Alan Uger - Cheers (NBC) (Epizód: "Tévés diagnózis") – Janet Leahy - The Days and Nights of Molly Dodd (NBC) (Epizód: "Here's Why Cosmetics Should Come in Unbreakable Bottles") – Jay Tarses - Öreglányok (NBC) (Epizód: "A vendég") – Jeffrey Duteil - Newhart (CBS) (Epizód: "Co-Hostess Twinkie") – David Mirkin | - L.A. Law (NBC) (Epizód: "The Venus Butterfly") – Steven Bochco, Terry Louise Fisher - Cagney és Lacey (CBS) (Epizód: "Turn, Turn, Turn - Part 1" – Georgia Jeffries - Zsarublues (NBC) (Epizód: "It Ain't Over Till It's Over") – Jeff Lewis, David Milch, John Romano - L.A. Law (NBC) (Epizód: "Sidney, the Dead-Nosed Reindeer") – William M. Finkelstein - A simlis és a szende (ABC) (Epizód: "A makrancos") – Jeff Reno, Ron Osborn - A simlis és a szende (ABC) (Epizód: "Maddie nehéz döntés előtt") – Ron Osborn, Karen Hall, Roger Director, Charles H. Eglee, Jeff Reno, Glenn Gordon Caron - Egy kórház magánélete (NBC) (Epizód: "Afterlife") – Tom Fontana, John Tinker, John Masius |
| Legjobb forgatókönyv (varietésorozat vagy különkiadás) | Legjobb forgatókönyv (minisorozat vagy különkiadás) |
| - Late Night with David Letterman Fifth Anniversary Special (NBC) - 41. Tony-gála (CBS) - Saturday Night Live (NBC) - The Tracey Ullman Show (Fox) (Epizód: "Girl on a Ledge") - The Tonight Show Starring Johnny Carson (NBC) | - Az ígéret (CBS) – Ken Blackwell, Tennyson Flowers, Richard Friedenberg - Szökés Sobiborból (CBS) – Reginald Rose - Nutcracker: Money, Madness and Murder (NBC) (Epizód: "Part II") – William Hanley - Szemenszedett hazugságok (CBS) – Hugh Whitemore - A Year in the Life (NBC) (Epizód: "The First Christmas") – Joshua Brand, John Falsey |

## Fordítás
- Ez a szócikk részben vagy egészben  a(z)   39th Primetime Emmy Awards című angol Wikipédia-szócikk fordításán alapul.  Az eredeti cikk szerkesztőit annak laptörténete sorolja fel. Ez a jelzés csupán a megfogalmazás eredetét és a szerzői jogokat jelzi, nem szolgál a cikkben szereplő információk forrásmegjelöléseként.